# Kabinett Konstantinos Simitis I

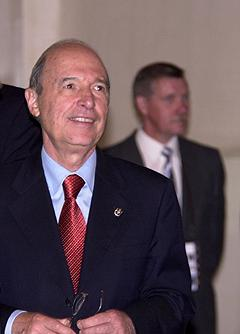
Konstantinos Simitis (2003)

Das Kabinett Konstantinos Simitis I wurde am 22. Januar 1996 in Griechenland durch Konstantinos Simitis gebildet und löste das Kabinett Andreas Papandreou III nach dem krankheitsbedingten Rücktritt von Ministerpräsident Andreas Papandreou ab. Zuvor hatte Akis Tsochatzopoulos vom 17. Januar bis zum 22. Januar 1996 kommissarisch die Amtsgeschäfte des Ministerpräsidenten geführt. Das Kabinett bestand bis zum 25. September 1996 und wurde dann durch das zweite Kabinett Simitis abgelöst.
Die Regierung Simitis verfügte mit ihrer Panellinio Sosialistiko Kinima (PASOK) aufgrund der vorausgegangenen Parlamentswahl vom 10. Oktober 1993 über einen Stimmenanteil von 46,88 Prozent und damit aufgrund des verstärkten Verhältniswahlrechts über 170 Mandate im 300 Sitze zählenden Parlament. Bei der Parlamentswahl vom 22. September 1996 verlor die PASOK zwar 5,39 Prozentpunkte und bekam nur noch 41,49 Prozent, erhielt aber aufgrund des geltenden Verhältniswahlrechts mit 162 Mandaten weiterhin eine absolute Mehrheit.

## Minister
| Ministeramt                                           | Amtszeit                        | Minister                                | Lebensdaten          |
| ----------------------------------------------------- | ------------------------------- | --------------------------------------- | -------------------- |
| Ministerpräsident (Präsident des Ministerrates)       | 22. Januar 1996                 | Konstantinos Simitis                    | * 1936 † 2025        |
| Auswärtiges                                           | 22. Januar 1996                 | Theodoros Pangalos                      | * 1938 † 2023        |
| Nationale Verteidigung                                | 22. Januar 1996                 | Gerasimos Arsenis                       | * 1931 † 2016        |
| Inneres, öffentliche Verwaltung und Dezentralisierung | 22. Januar 1996 30. August 1996 | Akis Tsochatzopoulos Kostas Skandalidis | * 1939 † 2021 * 1948 |
| Finanzen                                              | 22. Januar 1996                 | Alekos Papadopoulos                     | * 1949               |
| Justiz                                                | 22. Januar 1996 30. August 1996 | Evangelos Venizelos Argyris Fatouros    | * 1957 * 1932        |
| Wirtschaft                                            | 22. Januar 1996                 | Yiannos Papantoniou                     | * 1949               |
| Umwelt, Raumplanung und öffentliche Arbeiten          | 22. Januar 1996                 | Konstantinos Laliotis                   | * 1951               |
| Nationale Bildung und religiöse Angelegenheiten       | 22. Januar 1996                 | Giorgos A. Papandreou                   | * 1952               |
| Transport und Kommunikation                           | 22. Januar 1996                 | Charis Kastanidis                       | * 1956               |
| Arbeit und soziale Sicherheit                         | 22. Januar 1996                 | Evangelos Giannopoulos                  | * 1918 † 2003        |
| Gesundheit und Wohlfahrt                              | 22. Januar 1996                 | Anastasios Peponis                      | * 1924 † 2011        |
| Landwirtschaft                                        | 22. Januar 1996                 | Stephanos Tzoumakas                     | * 1946               |
| Öffentliche Ordnung                                   | 22. Januar 1996 30. August 1996 | Konstantinos Gitonas Konstantinos Beis  | * 1939 * 1933        |
| Kultur                                                | 22. Januar 1996                 | Stavros Benos                           | * 1947               |
| Tourismus                                             | 22. Januar 1996                 | Vasiliki Papandreou                     | * 1944 † 2024        |
| Industrie, Energie und Technologie                    | 22. Januar 1996                 | Vasiliki Papandreou                     | * 1944 † 2024        |
| Handelsmarine                                         | 22. Januar 1996                 | Kosmas Sphyriou                         | * 1949               |
| Handel                                                | 22. Januar 1996                 | Vasiliki Papandreou                     | * 1944 † 2024        |
| Presse und Massenmedien                               | 22. Januar 1996 30. August 1996 | Dimitrios Reppas Dimitrios Konstas      | * 1952 * 1946        |
| Makedonien und Thrakien                               | 22. Januar 1996                 | Philippos Petsalnikos                   | * 1950 † 2020        |
| Ägäis                                                 | 22. Januar 1996                 | Antonios Kotsakas                       | * 1947               |